# Херил Картагенски
Херил Картагенски (на старогръцки: Ἥριλλος Χαλκηδόνιος; Ἥριλλος Καρχηδόνιος; на латински: Herillus ou Erillus; fl. 3 век пр.н.е.) от Халкедон (или Картаген) е древногръцки философ стоик вероятно ок. 250 пр.н.е. Той е ученик на Зенон от Китион.
Той не е съгласен с много неща със Зенон от Китион. Критикуван е от Цицерон  и е асоцииран с философа Аристон Хиоски.

## Произведения
Херил е авторр на произведенията:
- Περὶ ἀσϰήσεως
- Περὶ παθῶν
- Περὶ ὐπολήψεως -
- Νομοθέτης
- Μαιευτιϰός
- Άντιφέρων
- Διδάσϰαλος
- Διασϰευάζων
- Εὐθύνων
- Ἑρμῆς
- Μήδεια
- Θέσεων ἠθιϰῶν
- Some dialogues